# Egyiptomi fáraódinasztiák

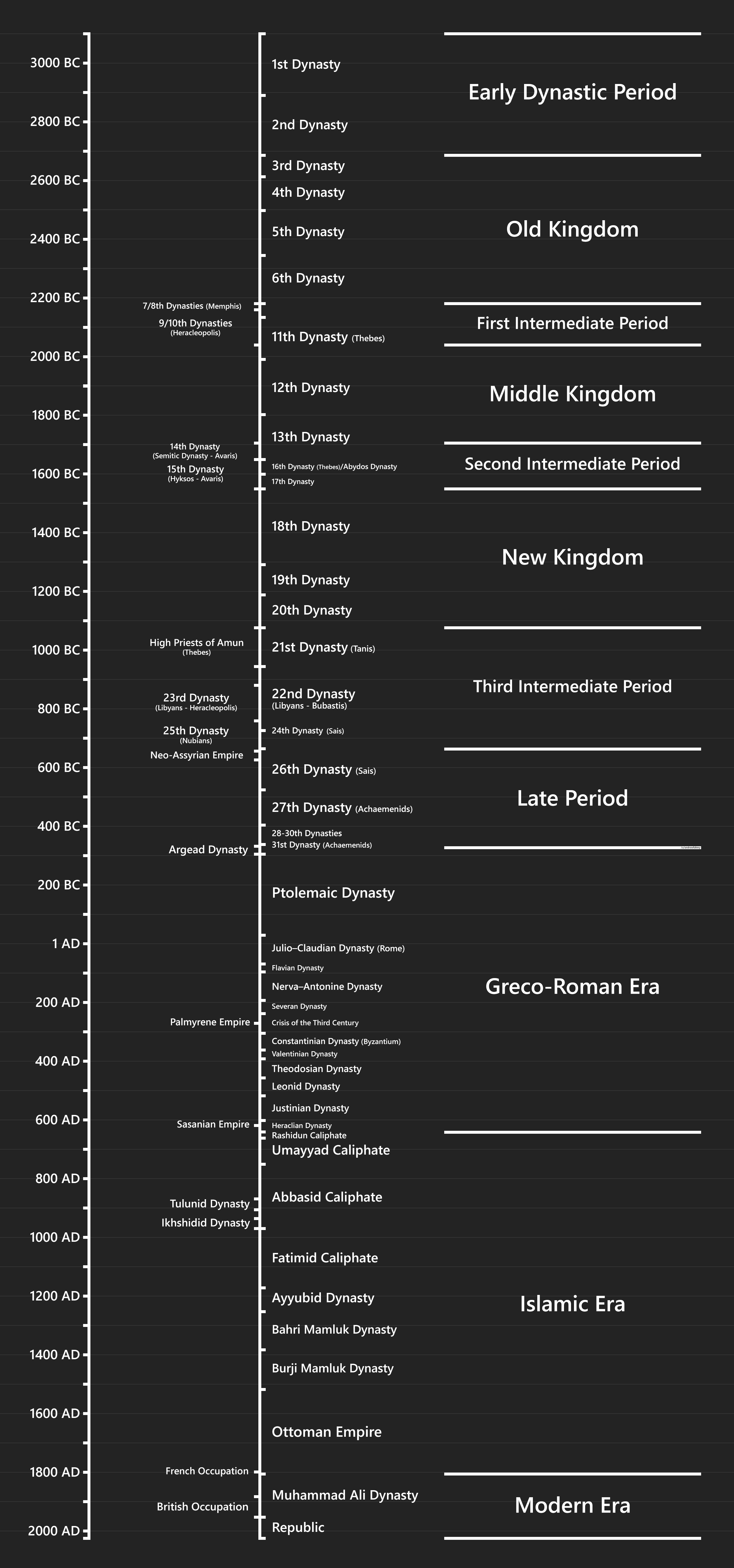
Angol nyelvű időrendi tábla Egyiptom történetéhez benne a fáraódinasztiákkal

Az alábbi szócikk az Ókori Egyiptom uralkodóinak, fáraóknak a dinasztiáit mutatja be. A lista nem sorolja fel az összes fáraót, azt a Fáraók listája tartalmazza – ez az oldal a dinasztiákkal és azok tagjaival általánosságban foglalkozik. Előzetesen megjegyzendő, hogy a fáraódinasztiák leírásánál, tagjaik és időszakjuk különböző okokból számos nehézség adódik még úgy is, hogy a hagyományosan elfogadott dinasztiák nem teljesen vannak szinkronban a valós rokonságokkal. Mindezek miatt az oldal egyes információ a kutatók vélt elképzeléseit tükrözhetik, és idővel (például újabb régészeti leletek napvilágra kerülésével) felülvizsgálatra szorulhatnak. 
- a zárójelekben lévő évszámok uralkodási időkre vonatkoznak a szócikkben

## A 30 dinasztia
| Az egyes dinasztiák egymáshoz viszonyított hossza | Az egyes dinasztiák egymáshoz viszonyított hossza | Az egyes dinasztiák egymáshoz viszonyított hossza | Az egyes dinasztiák egymáshoz viszonyított hossza | Az egyes dinasztiák egymáshoz viszonyított hossza |
| ------------------------------------------------- | ------------------------------------------------- | ------------------------------------------------- | ------------------------------------------------- | ------------------------------------------------- |
| Dinasztiák                                        |                                                   |                                                   |                                                   | Évek                                              |
| I. dinasztia                                      | I. dinasztia                                      |                                                   | kb. 200                                           | kb. 200                                           |
| II. dinasztia                                     | II. dinasztia                                     |                                                   | kb. 204                                           | kb. 204                                           |
| III. dinasztia                                    | III. dinasztia                                    |                                                   | 73                                                | 73                                                |
| IV. dinasztia                                     | IV. dinasztia                                     |                                                   | 115                                               | 115                                               |
| V. dinasztia                                      | V. dinasztia                                      |                                                   | 153                                               | 153                                               |
| VI. dinasztia                                     | VI. dinasztia                                     |                                                   | 164                                               | 164                                               |
| VII. dinasztia                                    | VII. dinasztia                                    |                                                   | kb. 20                                            | kb. 20                                            |
| VIII. dinasztia                                   | VIII. dinasztia                                   |                                                   | kb. 20                                            | kb. 20                                            |
| IX. dinasztia                                     | IX. dinasztia                                     |                                                   | kb. 30                                            | kb. 30                                            |
| X. dinasztia                                      | X. dinasztia                                      |                                                   | kb. 90                                            | kb. 90                                            |
| XI. dinasztia                                     | XI. dinasztia                                     |                                                   | 143                                               | 143                                               |
| XII. dinasztia                                    | XII. dinasztia                                    |                                                   | 188                                               | 188                                               |
| XIII. dinasztia                                   | XIII. dinasztia                                   |                                                   | 154                                               | 154                                               |
| XIV. dinasztia                                    | XIV. dinasztia                                    |                                                   | kb. 15                                            | kb. 15                                            |
| XV. dinasztia                                     | XV. dinasztia                                     |                                                   | kb. 110                                           | kb. 110                                           |
| XVI. dinasztia                                    | XVI. dinasztia                                    |                                                   | 67                                                | 67                                                |
| XVII. dinasztia                                   | XVII. dinasztia                                   |                                                   | 30                                                | 30                                                |
| XVIII. dinasztia                                  | XVIII. dinasztia                                  |                                                   | 258                                               | 258                                               |
| XIX. dinasztia                                    | XIX. dinasztia                                    |                                                   | 102                                               | 102                                               |
| XX. dinasztia                                     | XX. dinasztia                                     |                                                   | 113                                               | 113                                               |
| XXI. dinasztia                                    | XXI. dinasztia                                    |                                                   | 134                                               | 134                                               |
| XXII. dinasztia                                   | XXII. dinasztia                                   |                                                   | 227                                               | 227                                               |
| XXIII. dinasztia                                  | XXIII. dinasztia                                  |                                                   | 103                                               | 103                                               |
| XXIV. dinasztia                                   | XXIV. dinasztia                                   |                                                   | 12                                                | 12                                                |
| XXV. dinasztia                                    | XXV. dinasztia                                    |                                                   | 88                                                | 88                                                |
| XXVI. dinasztia                                   | XXVI. dinasztia                                   |                                                   | 147                                               | 147                                               |
| XXVII. dinasztia                                  | XXVII. dinasztia                                  |                                                   | 121                                               | 121                                               |
| XXVIII. dinasztia                                 | XXVIII. dinasztia                                 |                                                   | 5                                                 | 5                                                 |
| XXIX. dinasztia                                   | XXIX. dinasztia                                   |                                                   | 19                                                | 19                                                |
| XXX. dinasztia                                    | XXX. dinasztia                                    |                                                   | 37                                                | 37                                                |
| XXXI. dinasztia                                   | XXXI. dinasztia                                   |                                                   | 11                                                | 11                                                |
| XXXII. dinasztia                                  | XXXII. dinasztia                                  |                                                   | 23                                                | 23                                                |
| XXXIII. dinasztia                                 | XXXIII. dinasztia                                 |                                                   | 275                                               | 275                                               |
|                                                   |                                                   |                                                   |                                                   |                                                   |

Az ókori Egyiptom uralkodóit, a fáraókat hagyományosan dinasztiákba szokták sorolni az ókor óta. Ennek alapja Manethón ókori egyiptomi történetíró, akit II. Ptolemaiosz fáraó (Kr. e. 282–246) bízott meg, hogy minden adatot gyűjtsön össze a fáraók történetéről. Manethón történeti munkájában a kezdetektől (pontosabban Alsó- és Felső-Egyiptom egyesítésétől saját koráig (Kr. e. 4. sz.) 30 fáraódinasztiát állapított meg. Az utolsó, XXX. dinasztia utolsó fáraója II. Nektanebosz vagy Nahthórhebit (Kr. e. 360–343) volt eszerint. Bár a későbbi kutatások számos problémát fedeztek fel a dinasztiákba sorolások során (lásd lentebb részletesen), Manethón beosztása mégis a mai napig használatos, elsősorban kronológiai szempontból.
Tekintve, hogy Egyiptomnak voltak uralkodói Manethón kora után is, ki szokták egészíteni a 30 dinasztiát még 3-al, így a második perzsa hódoltsággal (XXXI. dinasztia), Nagy Sándor családjával, a Makedón-dinasztiával (XXXII. dinasztia), és a szintén makedón eredetű Ptolemaidákkal (XXXIII. dinasztia). Ilyen számítással az ókori Egyiptom utolsó uralkodója VII. Kleopátra királynő (Kr. e. 30-ig), illetve Iulius Caesartól született fia, XV. Ptolemaiosz volt. Bár az utolsó időszakban Egyiptom részben nem volt független (XXXI–XXXII. dinasztia idején), részben görög állam volt (Ptolemaiszok), az új dinasztiák felvételének oka indokolt lehet: mind a perzsa-, mind a makedón megszállók, mind a Ptolemaioszok – eredeti címeik megtartása mellett – fáraóként uralkodtak Egyiptom felett, nevüket kártusba íratták, egyiptomi írásos pénzt verettek, egyiptomi templomok domborműveire faragtatták magukat.
A Ptolemaidák bukása után a Római Birodalom része lett Egyiptom, és bár egy ideig a római császárok is még fáraóként jelenítették meg magukat, innentől kezdve azonban Egyiptom évszázadokig a Római-, majd a Bizánci Birodalomhoz tartozott, és ezt a korszakot már nem szokás a fáraókhoz sorolni. A Kr. u. 640-es évektől az arab Omajjád Kalifátus, majd az Abbászida Kalifátus uralta a területet, a 860-as évektől jelentek meg a helyi muszlim dinasztiák (elsőként a Túlúnidák).
Nem szokták az uralkodói dinasztiák közé sorolni, de néhol ennek ellenére feltüntetik Théba főpapjainak családját a XXI. dinasztia idején. Ők a korabeli fáraókkal párhuzamosan irányították Egyiptom nem csak vallási, hanem politikai életét is, szinte királyok volt, és több alkalommal  össze is házasodtak a dinasztiával.
Néhol említik a libu törzs vezetőit is, akik és a XXII. és XXIII. dinasztia idején (Kr. e. 805–732) tartották hatalmuk alatt a Nílus-deltáját Egyiptom északi részén.
Feltételezett dinasztiaként tekintenek az úgynevezett Abüdoszi uralkodócsaládra, valamikor az i. e. 1600-as években, a XV. és XVi. dinasztia idején.

## Korszakolás
A későbbi kutatók az egyszerűbb korszakolás végett bevezették a következő korszakokat – Manethón rendszerének fenntartása mellett – , mindegyik korszakhoz több dinasztiát rendelve:
| Név                   | Dinasztia             | Időszak              |
| --------------------- | --------------------- | -------------------- |
| Protodinasztikus kor  | „0.” dinasztia        | kb. Kr. e. 3200–3100 |
| Archaikus-kor         | I–II. dinasztia       | kb. Kr. e. 3100–2686 |
| Óbirodalom            | III–VI. dinasztia     | Kr. e. 2686–2181     |
| Első átmeneti kor     | VII–XI. dinasztia     | Kr. e. 2181–1991     |
| Középbirodalom        | XII. dinasztia        | Kr. e. 1991–1803     |
| Második átmeneti kor  | XIII-XVII. dinasztia  | Kr. e. 1803–1550     |
| Újbirodalom           | XVIII–XX. dinasztia   | Kr. e. 1550–1077     |
| Harmadik átmeneti kor | XXI–XXIII. dinasztia  | Kr. e. 1077–732      |
| Későkor               | XXIV–XXXII. dinasztia | Kr. e. 732–305       |
| Ptolemaida kor        | XXXIII. dinasztia     | Kr. e. 305–30        |

### Manethón

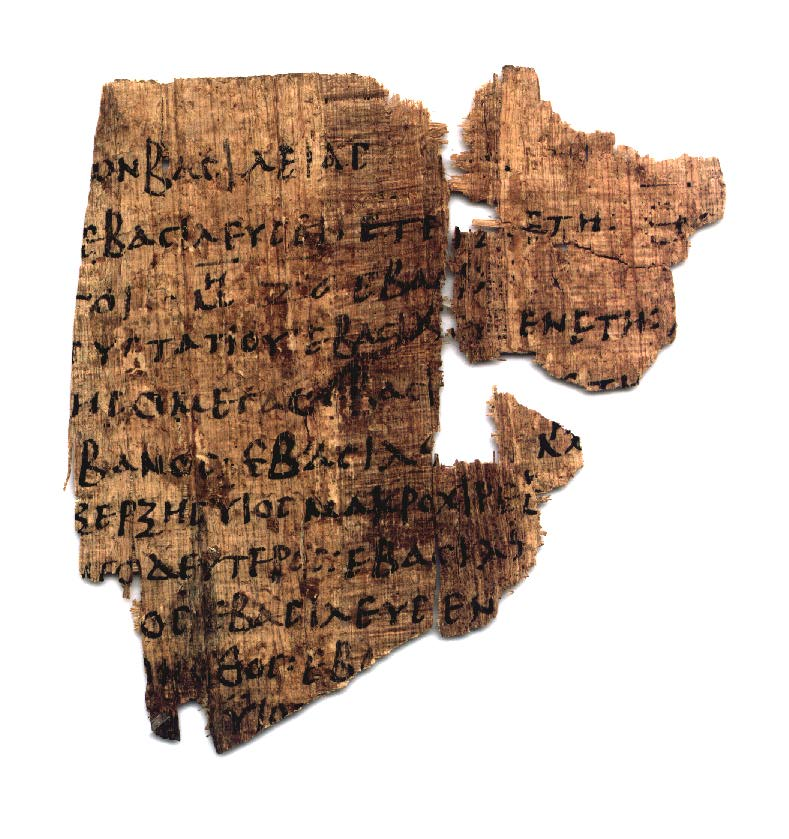
kézirattöredék Manethón művének másolatával

Manethón műve az idők során elveszett (vagy legalábbis napjainkig rejtőzködik), viszont egyes töredékes részei, kivonatai fennmaradtak későbbi ókori és középkori írók (pl. Iosephus Flavius, Julius Africanus, Kaiszareiai Euszebiosz, Geórgiosz Szünkellosz) műveiben, néha többszörös áttétellel.
Manethón sok olyan információt közöl egyes fáraókról, amelyek máshol nem szerepelnek. Lehet, hogy legendás elbeszéléseket dolgozott bele a művébe, de az is valószínű, hogy használt azóta elveszett régi forrásokat. (néhol pl. a lentebb bemutatandó Torónói királylista hasonló számokat közöl, ami erősítheti a hitelességét.) Manethón Alsó- és Felső-Egyiptom egyesítésétől (Kr. e. kb. 3100) számította a dinasztiákat, de ez előtti időszakból is ismertek nevek, ezért egyes tudósok beszélnek egy hipotetikus „0.” dinasztiáról (ahol persze sem az összes név, sem a köztük lévő rokonságok nem ismertek).

### Egyéb források
Manethón – különböző formában fennmaradt – listáit szokták összevetni más forrásokkal. A fennmaradt egyiptomi uralkodólisták száma nem túl magas. Ilyen például a Rosette-i kő, a Sabaka-kő, a 81. sz. Szehel-szigeti sziklafelirat, a Palermói kő, a Karnaki királylista, az Abüdoszi királylista, és a Szakkarai királylista. Ezek a listák részben egy-egy időszakra vonatkoznak, részben ott is kihagynak kevésbé fontos (pl. az átmeneti korokhoz idején működő) dinasztiákat és fáraókat.
Írnak ókori görög írók is Egyiptomról, pl. Sztrabón (Kr. e. 1. sz.), Hérodotosz (Kr. e. 5. sz.). Utóbbi olyan információkat is közöl történeti-földrajzi művében, amely az előtte 2500 évvel élő első fáraóról, Ménészről ad hagyományokat. Az ókori görög történetírók uralkodólistákat nem adnak, csupán néhány nevet említenek, történeteiket legendásnak szokták minősíteni. Hérodotosz inkább a saját korára-, illetve a 100 évvel előtte élt, úgynevezett szaiszi fáraókra (XXVI. dinasztia) vonatkozó adatiban megbízható. Hasonló a helyzet a Bibliával, itt I. Sesonk fáraó neve fordul elő történeti kontextusban.
A korábban említett Iosephus Flavius (Kr. u. 1. sz.) Manethón művét is kivonatolta, de emellett vannak önálló adatai: pl. Manethón szerint I. Jahmesz 25-26 évig uralkodott, Iosephus 25 év 4 hónapra teszi ezt.
Jelentősen segítette az uralkodó- és dinasztialisták pontosítását az 1800-as évektől az egyiptomi írás megfejtése és az akkortól nagy mennyiségben előkerült – királylistákon túli – régészeti lelet. Ezek számos fáraó létét erősítették meg, de nem oldottak meg minden kérdőjelet a fáraók dinasztiáival kapcsolatban. Olykor abból a szempontból is értékesek, hogy hónapra-napra vonatkozó adatokat említenek (pl. sztélé hónap és napnévvel Hatsepszut haláláról). Az újabb leletek napjainkig tartalmaznak új, korábban nem ismert fáraóneveket.

### A Torinói királylista

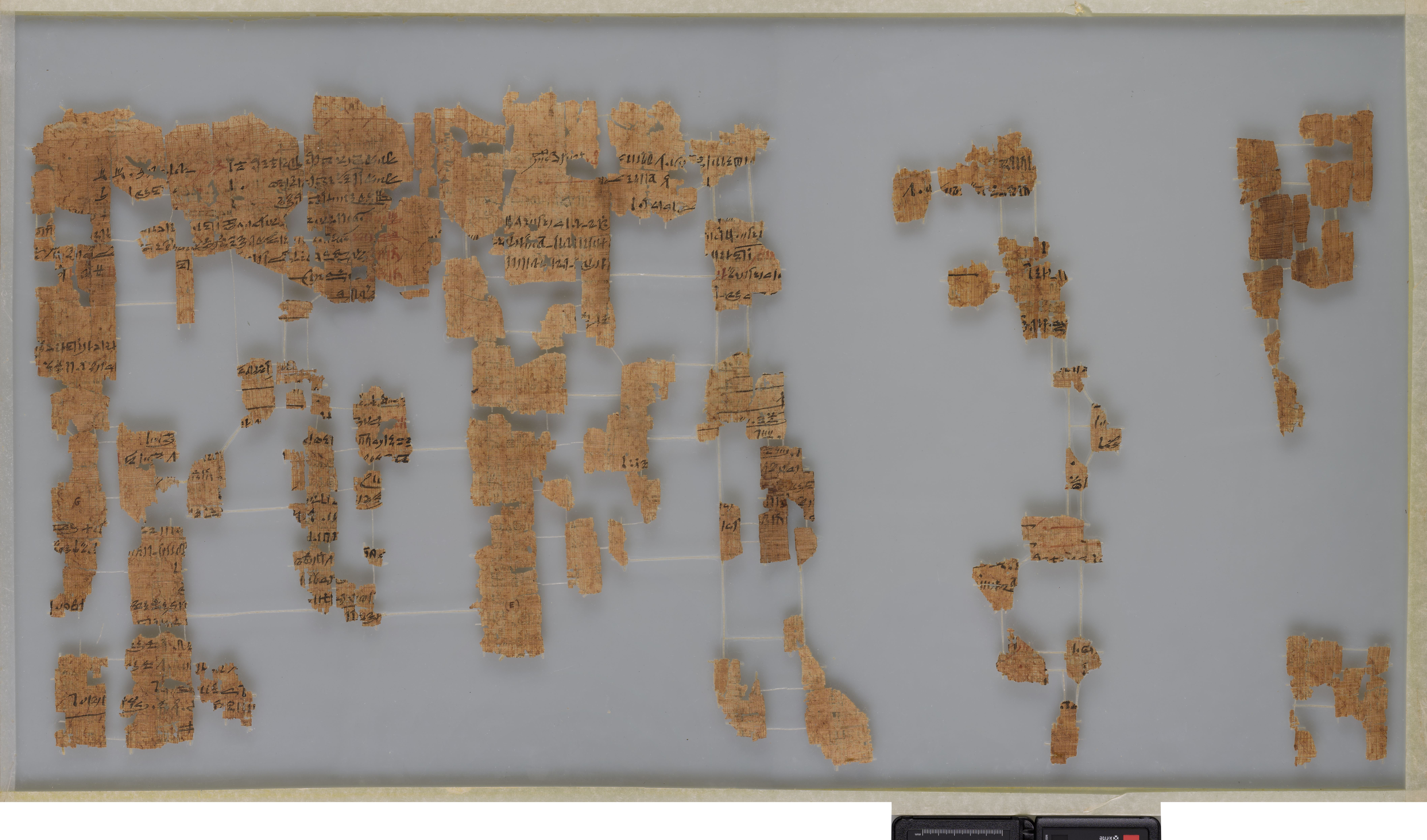
Részletek a töredékes Torinói királylistából

A fáraók sorrendjének megállapításához különösen értékes segítség a rejtélyes eredetű, úgynevezett Torinói királylista, amely a fáraók nevét sorolta fel a kezdetektől az irat keletkezéséig, Kr. e. 1200 körülig. A lista egyik értéke, hogy olyan fáraókat is fontosnak tartott feljegyezni, akik más listákban nem szerepelnek (pl. a zavaros időszakok fáraóit az első- és második átmeneti korban). A királypapírusz másik értéke a hónapok-napok megadása, ilyen részletesség más listákra nem jellemző. Sajnos az egyetlen példányban ismert kézirat szövege nem sokkal a megtalálása után (1820 körül) a rossz csomagolás miatt megsérült, ezért számos fáraó neve töredékesen (vagy úgy sem) olvasható. A 19. századi egyiptológus, Gaston Maspero úgy vélte, hogy a papiruszt a megtaláló Bernardino Drovetti olasz utazó akaratlanul csonkította meg utazása során. A lista egyes számítások szerint eredetileg 223 fáraó nevét tartalmazta, amelyek közül 126 maradt fenn (néha csak részlegesen). 97 név elveszett.

### Egyéb nehezítő körülmények
Még tovább nehezíti az uralkodólisták és dinasztiák tagjainak meghatározását, hogy a fenti, töredékes adatok (írásos és régészeti emlékek) néhol ellentétben vannak egymással (pl. a II. dinasztia Manethón szerint 302 évig uralkodott, a régészeti anyagok viszont csak kb. 200 évig való fennállást igazolnak).
Néha módszeres megsemmisítés történt egyes fáraókkal kapcsolatban. Például Hatsepszutnak halála után kivésték ábrázolásait, összetörték szobrait, neve nem szerepelt a királylistákon, még az egyiptomi írást megfejtő Jean-François Champollion is csodálkozott III. Thotmesz fáraó-uralkodótársán, akire női igékkel hivatkoztak egyes emlékek, de máshonnan még nem volt ismert. Hasonló történt a vallásreformer Ehnatonnal és néhány utódával (Szemenhkaréval, Tutanhamonnal, Ayjal), vagy Anedzsibbel (I. dinasztia), akinek nevét, utóda Szemerkhet vésette az emlékekből.
Van rá példa, hogy 1-1 régóta ismert név viselőjének létezését újabb kérdőjelezik meg a tudósok (pl. Neithiqret az V. dinasztia idején, Hornebkha a XXIII. dinasztia idején). Ismét nehezíti a listák felállítását és 1-1 dinasztia tagjainak megállapítását, hogy néhol az egyiptomi és görögös formájú nevek egyeztetése feltételes (pl. Aha = Ménész), máshol olyan nevek bukkannak fel, amelyeket egyéb források (pl. sziklafeliratok) nem erősítenek meg (bár újabb kutatásoknál is kerülnek elő kartusok). Előfordul, hogy egy dinasztiánál ismert egy bizonyos mennyiségű (nem is biztos, hogy az összes) név ismert, de ezeknek is csak egy része állítható sorrendbe, más nevek sorrendje bizonytalan (pl. VII-VIII. dinasztiánál). Arra is akad példa, hogy ismert, hány fáraó alkotta az adott dinasztiát, de csak egy részüknek a neve ismert (pl. IX-X. dinasztiánál).
A fentiek miatt kijelenthető, hogy a fáraók pontos száma napjainkban sem ismert, és a meglévő nevek pontos dinasztiákba sorolása, uralkodási éveik megállapítása többször feltételes.
Nehézség a kronológiák felállításához, hogy míg a fő korszakokban egymást követték a dinasztiák, az átmeneti korszakokban gyakran egymás mellett uralkodtak azok. Nehezíti a számítást a pontos dátumok meghatározásánál az – Egyiptom történetéhez képest – késői fix dátumok léte. Azaz, még ha meg is van a közelítő uralkodólista, csak a csillagászatilag meghatározott, más országok kronológiáival szinkronba hozott fix dátumoktól kezdve vehetők pontosnak az uralkodási évek, visszafelé haladva az időben (szintén csillagászati visszaszámításokkal, amelyek az egyiptomi év-fogalom alapján történnek, alkalmazva rájuk az uralkodólisták adatait is) a pontatlanságok növekednek. A csillagászati vizsgálatokat segítik a régészeti leletek szénizotópos kormeghatározás is, de ezek sem pontosak, csak közelítő értékeket adnak.
Példák Morby könyve alapján:
- Hórusz-Aha (Ménész) uralkodása Kr. e. 3100 táján +/- 120 év,
- II. Pepi uralkodása Kr. e. 2350-2260 +/- 25 év
- III. Thotmesz uralkodása Kr. e. 1504/1479 (25 év differencia)
- II. Ramszesz uralkodása Kr. e. 1290/1279 (11 év differencia)
- I. Sesonk uralkodása Kr. e. 946 körül
- fix dátumok: Kr. e. 690-tól

Példák Clayton könyve alapján:
- Archaikus kor: akár 50-200 év differencia
- Újbirodalom: kb. 20 év differencia
- fix dátumok: Kr. e. 664-től

## A dinasztiák jellemzői
Általánosságban elmondható, hogy a fő korszakok dinasztiáit jobban ismerjük, mint az átmeneti korokéit. Előbbinek oka a stabil államhatalom, illetve a bizonytalanság, amely a forráshiányban is megjelenik. Ugyanakkor ez sem mindig igaz, mert a XIII. dinasztia kezdeti idejében – a korábbi feltételezésekkel szemben – békés átmenet volt a XII. dinasztiáról, a forrásanyag mégis gyér.
A hagyományosan ismert egyiptomi dinasztiák nem minden esetben felelnek meg a mai, vérségi alapokon nyugvó „uralkodóház” fogalmának. Többféle típus fordul elő a 30+3 dinasztia között:
1. mai értelemben vett dinasztia, több fős, férfiági rokonságokkal (pl. V. dinasztia, Ptolemaioszok)
2. mai értelemben vett dinasztia, amit egy-két fő alkot (pl. I. Tefnaht és Bakenranef, ill. Amonardisz)
3. mai értelemben vett dinasztia, egy-egy dinasztián kívüli – olykor adoptálás útján befogadott[11] – személlyel (pl. XXI. dinasztia, Oszorkon, és Ini sem tartozott vér szerint a XXIII. dinasztiába, csak oda sorolják.)[39]
4. nem mai értelemben vett dinasztia, legalább 2 család tagjaival, egyes esetekben leszármazástöréssel (pl. II. Uahibré,[19] Hakórisz)[40]
5. az előző fordítottja: 2 külön bontott egyiptomi dinasztia valójában egy volt (pl. XVII-XVIII. dinasztia) „átnyúló” leszármazással: a XVIII. dinasztia első uralkodója I. Jahmesz az előző dinasztia utolsó uralkodójának, Kamoszénak a fia/fivére,[41] és Szekenenré Ta-aa-anak fia lehetett;[11] bár a XVIII. dinasztiában voltak dinasztián később kívüli személyek (pl. I. Thotmesz, Ay, Horemheb)[11]
6. az új dinasztia első uralkodója még a régi rokonságba tartozik (pl. Noferkaré Nebi VIII. dinasztia idején, valójában a VI. dinasztiabeli II. Pepi fia),[42] a további uralkodók rokonsága viszont már nem megállapítható (hasonló: Huni-Sznofru a III-IV. dinasztia idején)
7. a dinasztiának tekintett uralkodói sor megállapíthatatlan rokonságokkal (pl. XIII. dinasztia, XIV. dinasztia)
8. a két perzsa megszállás (XXVII. és XXXI. dinasztia) valójában 1 dinasztiát (Akhaimenidák) takar

A különböző dinasztiák közötti rokonságok nem tisztázottak, bár vannak kivételek (pl. II-III. dinasztia, III-IV. dinasztia, IV.-V. dinasztia, V-VI. dinasztia) A XXVIII. dinasztia állítólag a kettővel korábbi, XXVI. dinasztia leszármazása volt.
A dinasztiák férfi- és nőtagjai körül is sok a bizonytalanság. Rokonsági fokukat talán a – megmaradt múmiák vizsgálatával – lehet megállapítani, ezek nemritkán eltérhetnek a feltételezettől / feliratokon találtaktól.
A dinasztiák legtöbbje egyiptomi eredetű volt. Léteztek kivételek, így a XV. és talán a XVI. dinasztia (hükszoszok), a XXII. dinasztia (líbiaiak), a XXV. dinasztia (núbiaiak), majd a perzsa és a makedón megszállók, utóbbihoz értve a Ptolemaioszokat is.

## Számszerű adatok a fáraókról
A dinasztiák fáraói általában életük végéig uralkodtak, és sokan természetes halállal haltak meg. Nemritkán ez különösen hosszú uralkodást jelentett, mint pl. (időrendben):
| Hosszú ideig uralkodó fáraók | Hosszú ideig uralkodó fáraók | Hosszú ideig uralkodó fáraók | Hosszú ideig uralkodó fáraók | Hosszú ideig uralkodó fáraók |
| ---------------------------- | ---------------------------- | ---------------------------- | ---------------------------- | ---------------------------- |
| Fáraók                       |                              |                              |                              | év                           |
| II. Ramszesz                 | II. Ramszesz                 |                              | 67                           | 67                           |
| Ménész                       | Ménész                       |                              | 62                           | 62                           |
| III. Thotmesz                | III. Thotmesz                |                              | 54                           | 54                           |
| I. Pszammetik                | I. Pszammetik                |                              | 54                           | 54                           |
| III. Sesonk                  | III. Sesonk                  |                              | 52                           | 52                           |
| I. Pepi                      | I. Pepi                      |                              | 50+                          | 50+                          |
| I. Montuhotep                | I. Montuhotep                |                              | 50                           | 50                           |
| I. Paszebahaenniut           | I. Paszebahaenniut           |                              | 48                           | 48                           |
| III. Amenemhat               | III. Amenemhat               |                              | 45                           | 45                           |
| Iuput                        | Iuput                        |                              | 39                           | 39                           |
| III. Amenhotep               | III. Amenhotep               |                              | 38                           | 38                           |
| III. Szenuszert              | III. Szenuszert              |                              | 37                           | 37                           |
|                              |                              |                              |                              |                              |

Voltak ugyanakkor rövid ideig uralkodók fáraók is:
| Rövid ideig uralkodó fáraók | Rövid ideig uralkodó fáraók | Rövid ideig uralkodó fáraók | Rövid ideig uralkodó fáraók | Rövid ideig uralkodó fáraók |
| --------------------------- | --------------------------- | --------------------------- | --------------------------- | --------------------------- |
| Fáraók                      |                             |                             |                             | év                          |
| Dzsedefré                   | Dzsedefré                   |                             | 8                           | 8                           |
| I. Tefnaht                  | I. Tefnaht                  |                             | 8                           | 8                           |
| I. Thotmesz                 | I. Thotmesz                 |                             | 6                           | 6                           |
| Oszorkhór                   | Oszorkhór                   |                             | 6                           | 6                           |
| Bakenrenef                  | Bakenrenef                  |                             | 6                           | 6                           |
| II. Pszammetik              | II. Pszammetik              |                             | 6                           | 6                           |
| I. Nemtiemszaf              | I. Nemtiemszaf              |                             | 5                           | 5                           |
| Amonardisz                  | Amonardisz                  |                             | 5                           | 5                           |
| Sepszeszkaf                 | Sepszeszkaf                 |                             | 4                           | 4                           |
| Ay                          | Ay                          |                             | 4                           | 4                           |
| IV. Ramszesz                | IV. Ramszesz                |                             | 4                           | 4                           |
| Széthnaht                   | Széthnaht                   |                             | 3                           | 3                           |
| Rudamon                     | Rudamon                     |                             | 3                           | 3                           |
| I. Ramszesz                 | I. Ramszesz                 |                             | 2                           | 2                           |
| II. Nemtiemszaf             | II. Nemtiemszaf             |                             | 1                           | 1                           |
| Hór                         | Hór                         |                             | hónapok                     | hónapok                     |
|                             |                             |                             |                             |                             |

Néhány fáraóval gyilkosság végzett pl. I. Amenemhattal, és Amonardisszal. III. Ramszeszt pedig majdnem megölték. Egyesek trónfosztottá váltak, így IV. Montuhotep, III. Pszammetik, II. Nefaarud, és Dzsedhór.
Néhány fáraó társuralkodóként maga mellé vette a fiát, pl. XII. dinasztia idején, de pl. II. Sesonk (XXII. dinasztia) is az édesapja, I. Oszorkon mellett volt társuralkodó, és még apja életében meg is halt.
A fáraók jelentős része rendelkezett saját utóddal, néha igen sokkal (pl. II. Ramszesznek 96 fiáról és 60 leányáról tudunk). Akárcsak a későbbi korok uralkodócsaládjaiban, az ókori Egyiptomban is voltak gyermektelen királyok, pl. Horemheb, Sziptah.
Hogy hány évesek voltak a fáraók halálukkor, a legtöbb esetben nem ismertek (kivétel a késő az Akhaimendák, az Argaedák és a Ptolemaiszok). Néhány fáraó életkorát a múmiája alapján lehet hozzávetőlegesen meghatározni:
| Hány évig éltek a fáraók? | Hány évig éltek a fáraók? | Hány évig éltek a fáraók? | Hány évig éltek a fáraók? | Hány évig éltek a fáraók? |
| ------------------------- | ------------------------- | ------------------------- | ------------------------- | ------------------------- |
| Fáraók                    |                           |                           |                           | év                        |
| II. Ramszesz              | II. Ramszesz              |                           | kb. 90                    | kb. 90                    |
| II. Jahmesz               | II. Jahmesz               |                           | kb. 80                    | kb. 80                    |
| Merenptah                 | Merenptah                 |                           | kb. 70                    | kb. 70                    |
| III. Ramszesz             | III. Ramszesz             |                           | kb. 65                    | kb. 65                    |
| III. Thotmesz             | III. Thotmesz             |                           | kb. 56                    | kb. 56                    |
| I. Ramszesz               | I. Ramszesz               |                           | 50-es évek                | 50-es évek                |
| II. Sesonk                | II. Sesonk                |                           | 50-es évek                | 50-es évek                |
| Hatsepszut                | Hatsepszut                |                           | kb. 50                    | kb. 50                    |
| III. Amenhotep            | III. Amenhotep            |                           | kb. 45                    | kb. 45                    |
| I. Széthi                 | I. Széthi                 |                           | kb. 40-50                 | kb. 40-50                 |
| Szekenenré Ta-aa          | Szekenenré Ta-aa          |                           | 40                        | 40                        |
| Ehnaton                   | Ehnaton                   |                           | kb. 38                    | kb. 38                    |
| I. Jahmesz                | I. Jahmesz                |                           | kb. 35                    | kb. 35                    |
| I. Amenhotep              | I. Amenhotep              |                           | kb. 35                    | kb. 35                    |
| II. Thotmesz              | II. Thotmesz              |                           | <30                       | <30                       |
| IV. Thotmesz              | IV. Thotmesz              |                           | kb. 25-35                 | kb. 25-35                 |
| Tutanhamon                | Tutanhamon                |                           | kb. 19                    | kb. 19                    |
|                           |                           |                           |                           |                           |

Nem szerepel a táblázatokban II. Pepi fáraó neve. Ő Manethón szerint 6 évesen lett uralkodó, és 94 évig uralkodott, azaz 100 évet élt. A Torinói Királylista 90 uralkodási évet tulajdonít neki. Az újabbkori tudósok szerint lehet hogy ennél kevesebbet, kb. 64 évet uralkodhatott.
További részletek a fáraókkal kapcsolatban a fáraó szócikkben olvasható.

## Feleségek, királynék, királynők
A fáraók rendszerint – de nem minden esetben – öröklés útján kerültek trónra, és feleségük is általában a családjukból került ki. Volt volt családon kívüli házasságra is példa, pl. I. Pepi egy arisztokrata 2 lányát vette feleségül, közrendű sorból való volt Teje, III. Amenhotep egyik felesége. Külföldi származású volt pl. III. Thotmesz több felesége, III. Amenhotep több felesége. II. Ramszesz a hettita király 2 lányát (is) feleségül vette, de nem egyszerre, hanem időeltolódással.
Voltak fő- és mellékfeleségek. Néha csak fia trónralépése után lett elismert és tisztelt 1-1 feleség, pl. Tia, II. Amenhotep felesége, IV. Thotmesz anyja, vagy Mutemwia, IV. Thotmesz felesége, III. Amenhotep anyja.
Akár a fáraók esetében, a királynéknál is számos név elveszett az idők során, így pl. az V. dinasztia királynéi, a XIII-XV. dinasztia királynéi, a XXI. dinasztia királyné, a XXIII. és XXIV. dinasztia királynéi, a XXVIII. dinasztia királynéi, a XXIX. dinasztia királynéi, és a XXX. dinasztia királynéi esetében. A fennmaradt nevek listaszerűen olvashatóak Tyldesley könyvében.
Speciális házassági formák:
- többnejűség: a fáraóknál kezdettől fogva elterjedt volt a többnejűség, ez az egyiptomi társadalom többi részére és az istenekre a mitológiájuk szerint viszont nem volt jellemző.[38] A házasságot a fáraó mellett 1 királyi főfeleség („nagy királyi hitves”) és a háremkirálynék alkották. Utóbbiak száma nem volt korlátozott, III. Amenhotep pl. több 100 háremfeleséggel rendelkezett.[105] II. Ramszesznek mintegy 200 felesége és ágyasa volt összesen.[79] A háremet a fáraó halála után utódja örökölte.[116]
- testvérházasság: ahogy az egyiptomi mitológiában,[117] úgy – lehet éppen ennek hatására – már a korai időkben megjelent (pl. Dezsedefrénél,[118] Menkaurénál)[119] a testvérházasság gyakorlata a fáraóknál. A testvérházasság elfogadott és elterjedt volt egészen az utolsó, Ptolemaiosz-dinasztia koráig, utóbbiak között különösen. Néha egy fáraó több testvérét is feleségül vette (Szekenenré Ta-aa 3 nővérét/hugát,[120] I. Jahmesz 2 nővérét[121] Piye 4 feleségéből 2 a testvére volt).[122] II. Oszorkon 3 feleségéből az egyik a húga volt,[47] Taharka 4 feleségéből szintén 1 testvér.[123] – a testvérházasság a többnejűséghez hasonlóan a fáraók privilégiuma volt, bár a prostitúciót ismerték a közember férfiak számára. A közember nőktől hűséget vártak el, a férjes asszonnyal pedig nem szabadott a közember férfiaknak kikezdeni, a házasságtörés súlyos bűnnek számított.[124]
- féltestvérházasság: előbbi variációja, megfigyelhető pl. II. Pepinél,[65] vagy III. Thotmesznél.[104]
- nagybáty-unokahúg-házasság: példa rá Sabaka, aki fivére, Piye lányát vette feleségül,[123] vagy X. Ptolemaiosz és III. Bereniké házassága.[125]

| Egyiptomi királynők (fáraónők)  | Egyiptomi királynők (fáraónők)  | Egyiptomi királynők (fáraónők) | Egyiptomi királynők (fáraónők) | Egyiptomi királynők (fáraónők) |
| ------------------------------- | ------------------------------- | ------------------------------ | ------------------------------ | ------------------------------ |
| Fáraók                          |                                 |                                |                                | év                             |
| Hatsepszut Kr. e. 1479–1458     | Hatsepszut Kr. e. 1479–1458     |                                | 21                             | 21                             |
| VII. Kleopátra Kr. e. 51–30     | VII. Kleopátra Kr. e. 51–30     |                                | 21                             | 21                             |
| Szobeknoferuré Kr. e. 1806–1802 | Szobeknoferuré Kr. e. 1806–1802 |                                | 4                              | 4                              |
| Neithiqret Kr. e. 2184–2181     | Neithiqret Kr. e. 2184–2181     |                                | 3                              | 3                              |
| Tauszert Kr. e. 1193–1190       | Tauszert Kr. e. 1193–1190       |                                | 3                              | 3                              |
| Meritneith Kr. e. 2950 k.       | Meritneith Kr. e. 2950 k.       |                                | nem ismert                     | nem ismert                     |
| I. Hentkauesz Kr. e. 2490 k.    | I. Hentkauesz Kr. e. 2490 k.    |                                | nem ismert                     | nem ismert                     |
|                                 |                                 |                                |                                |                                |

- apa-lánya házasság: a testvérházasságoknál ritkább, de szintén létező jelenség, pl. III. Amenhotepnél, II. Ramszesznél többó esetben gyerek is született ilyen kapcsolatból.[132] Ennek a házassági formának valószínűleg a fő célja az volt, hogy az öregedő király leányára ruházza saját és felesége (a korábbi királyné) feladatainak egy részét, és talán nem is járt mindig szexuális érintkezéssel.[38] II. Ramszesz egyébként legalább 3 lányát is felségól vette.[133] Ógörög, kérdéses valóságtartalmú legenda maradt fenn a nem házasságban élő, hanem a lányát egyszerűen megerőszakoló és élve egy arannyal borított fa tehénbe eltemető Menkauréról.[119]
- nagyapa-unoka házasság: egy esetben ismert: Tutanhamon halála után kihalt dinasztia miatt fáraóvá választott nagyapjához, Ayhoz ment feleségül Anheszenamon, Tutanhamon özvegye.[68]

A királynék (fáraónék) mellett volt néhány királynő (fáraónő) is, aki saját jogon, nem férje mellett gyakorolt királyi hatalmat (mint pl. később I. és II. Erzsébet angol királynők), köztük a leghíresebb és legsikeresebb VII. Kleopátra (Kr. e. 51–30) volt. 
Természetesen a királynék többsége nem uralkodott királynőként is, ennek ellenére a sorszámozás gyakorlati okokból szokás dinasztiákon belül az azonos nevű nőknél, főleg a Ptolemaioszok között. Néha azok a nőtagok is sorszámozva vannak hasonló okokból, akik királynék sem lettek soha, pl. a IV. dinasztia idején.
A királynéi méltóság mellett jelentős tisztség volt a a XXV-XXVI. dinasztia idején az Amon isteni hitvese cím („főpapnő”), amit a királyi családból kikerülő egyes nők viseltek. A tisztséget a főpapok hatalmának ellensúlyozására fejlesztették ki.
Érdekességként említhető, hogy bár a hercegnők gyermekkorukban zárt és rejtett életét éltek a háremben belül, később, egészen a Későkor végéig valamiért nagyobb hangsúlyt kaptak a családon belül (még ha nem is lettek királynék), mint a fivérek.

## A fáraódinasztiák listája
| Név                                     | Korszak               | Időszak              | Évben kifejezve | Fáraók száma | Főváros                       | Családfa | Megjegyzések |
| --------------------------------------- | --------------------- | -------------------- | --------------- | ------------ | ----------------------------- | -------- | --- |
| 0. dinasztia                            | Protodinasztikus kor  | kb. Kr. e. 3100-ig   | kérdéses        | kérdéses     | Buto, Nehen                   |          | |
| I. dinasztia                            | Archaikus-kor         | kb. Kr. e. 3100–2890 | kb. 200         | 11           | Thinisz                       |          | |
| II. dinasztia                           | Archaikus-kor         | kb. Kr. e. 2890–2686 | kb. 204         | 15           | Thinisz                       |          | |
| III. dinasztia                          | Óbirodalom            | Kr. e. 2686–2613     | 73              | 9            | Memphisz                      |          | |
| IV. dinasztia                           | Óbirodalom            | Kr. e. 2613–2498     | 115             | 10           | Memphisz                      |          | |
| V. dinasztia                            | Óbirodalom            | Kr. e. 2498–2345     | 153             | 10           | Memphisz                      |          | |
| VI. dinasztia                           | Óbirodalom            | Kr. e. 2345–2181     | 164             | 8            | Memphisz                      |          | |
| VII. dinasztia                          | Első átmeneti kor     | Kr. e. 2181–2160     | kb. 20          | 16           | Memphisz                      |          | |
| VIII. dinasztia                         | Első átmeneti kor     | Kr. e. 2181–2160     | kb. 20          | 16           | Memphisz                      |          | Valószínűleg II. Pepi (VI. dinasztia) leszármazottjai.                                                                    |
| IX. dinasztia                           | Első átmeneti kor     | Kr. e. 2160–2130     | kb. 30          | 18           | Hérakleopolisz                |          | 30 évig IX. dinasztia egyedül irányította Egyiptomot, majd IX-X. dinasztia párhuzamosan, kettős hatalommal. (Clayton 71.) |
| X. dinasztia                            | Első átmeneti kor     | Kr. e. 2130–2040     | kb. 90          | 18           | Hérakleopolisz                |          | 30 évig IX. dinasztia egyedül irányította Egyiptomot, majd IX-X. dinasztia párhuzamosan, kettős hatalommal. (Clayton 71.) |
| XI. dinasztia                           | Első átmeneti kor     | Kr. e. 2134–1991     | 143             | 7            | Théba                         |          | |
| XII. dinasztia                          | Középbirodalom        | Kr. e. 1991–1803     | 188             | 8            | Théba, Itj-taui               |          | |
| XIII. dinasztia                         | Második átmeneti kor  | Kr. e. 1803–1649     | 154             | kb. 65       | Itj-taui, Théba               |          | |
| XIV. dinasztia                          | Második átmeneti kor  | kb. Kr. e. 1705–1690 | kb. 15          | kb. 76       | Avarisz                       |          | A XIII. dinasztia időszakának végén, azzal párhuzamosan létezett.                                                         |
| XV. dinasztia                           | Második átmeneti kor  | kb. Kr. e. 1649–1540 | kb. 110         | 6            | Avarisz                       |          | |
| XVI. dinasztia                          | Második átmeneti kor  | Kr. e. 1649–1582     | 67              | 15           | Théba                         |          | Az északi hükszoszok (XV. dinasztia) alárendeljteként, velük egyidőben uralkodtak.                                        |
| XVII. dinasztia                         | Második átmeneti kor  | Kr. e. 1580–1550     | 30              | 9            | Théba                         |          | |
| XVIII. dinasztia                        | Újbirodalom           | Kr. e. 1550–1292     | 258             | 15           | Théba, Ahet-Aton              |          | |
| XIX. dinasztia                          | Újbirodalom           | Kr. e. 1292–1190     | 102             | 8            | Théba, Memphisz, Per-Ramszesz |          | |
| XX. dinasztia                           | Újbirodalom           | Kr. e. 1190–1077     | 113             | 10           | Per-Ramszesz                  |          | |
| XXI. dinasztia                          | Harmadik átmeneti kor | Kr. e. 1077–943      | 134             | 7            | Tanisz                        |          | |
| XXII. dinasztia                         | Harmadik átmeneti kor | Kr. e. 943–716       | 227             | 12           | Bubasztisz, Tanisz            |          | |
| XXIII. dinasztia                        | Harmadik átmeneti kor | Kr. e. 818–715       | 103             | 9            | Théba, Hérakleopolisz         |          | |
| XXIV. dinasztia                         | Későkor               | Kr. e. 732–720       | 12              | 2            | Szaisz                        |          | |
| XXV. dinasztia                          | Későkor               | Kr. e. 744–656       | 88              | 5            | Napata, Memphisz              |          | |
| XXVI. dinasztia                         | Későkor               | Kr. e. 672–525       | 147             | 7            | Szaisz                        |          | |
| XXVII. dinasztia (Első perzsa uralom)   | Későkor               | Kr. e. 525–404       | 121             | 6            | Perszepolisz                  |          | Más néven: Akhaimenidák.                                                                                                  |
| XXVIII. dinasztia                       | Későkor               | Kr. e. 404–399       | 5               | 1            | Szaisz                        |          | |
| XXIX. dinasztia                         | Későkor               | Kr. e. 399–380       | 19              | 5            | Mendész                       |          | |
| XXX. dinasztia                          | Későkor               | Kr. e. 380–343       | 37              | 3            | Szebennütosz                  |          | A Manethón által számított utolsó dinasztia.                                                                              |
| XXXI. dinasztia (Második perzsa uralom) | Későkor               | Kr. e. 343–332       | 11              | 3            | Perszepolisz                  |          | Más néven: Akhaimenidák.                                                                                                  |
| XXXII. dinasztia                        | Későkor               | Kr. e. 332–309       | 23              | 3            | Pella                         |          | Más néven: Argaedák. |
| XXXIII. dinasztia                       | Későkor               | Kr. e. 305–30        | 275             | 20           | Alexandria                    |          | Más néven: Ptolemaidák, Lagidák. Néhol külön korszaknak számítják.                                                        |

## További irodalom

### Magyar nyelvű irodalom
- Gaston Maspero: Az ókori Egyiptom története; in: Nagy képes világtörténet, 1.; átdolg. Fogarassy Albert, szerk. Marczali Henrik; Franklin–Révai, Bp., 1899 (hasonmás: Anno, Bp., 1998)
- Gaston Maspero: A zsidók ókori története. Asszírok, médek és perzsák tündöklése és bukása; in: Nagy képes világtörténet, 1.; átdolg. Fogarassy Albert, szerk. Marczali Henrik; Franklin–Révai, Bp., 1899 (hasonmás: Anno, Bp., 1998)
- Kákosy László: Ré fiai. Az ókori Egyiptom története és kultúrája, Gondolat Könyvkiadó, Budapest, 1979, ISBN 963-280-736-7
- Klaus-Jürgen Matz: Ki mikor uralkodott, kormányzott?: Uralkodói táblák a világtörténelemhez: császárok, királyok, államfők, miniszterelnökök és pártvezérek. Budapest: Springer Hungarica Kiadó Kft. 1994.  ISBN 963 7775 43 9
- Uralkodók és dinasztiák: Kivonat az Encyclopædia Britannicából. Szerk. A. Fodor Ágnes – Gergely István – Nádori Attila – Sótyné Mercs Erzsébet – Széky János. Budapest: Magyar Világ. 2001.  ISBN 963 9075 12 4

### Idegen nyelvű irodalom
- https://sites.google.com/a/umich.edu/imladjov/genealogies
- https://friesian.com/notes/oldking.htm#index
- Dodson, Aidan; Hilton, Dyan (2004). The Complete Royal Families of Ancient Egypt: A Genealogical Sourcebook of the Pharaohs (https://archive.org/details/completeroyalfam0000dods) (1 ed.). London, England: Thames & Hudson. pp. 87–88. ISBN 0500051283
- Bungart, Victoria. Egyptian Dynasties New Kingdom. Discovering Ancient Egypt. Mark Millmore
- R. Krauss & D.A. Warburton: Chronological Table for the Dynastic Period in Erik Hornung, Rolf Krauss & David Warburton (editors), Ancient Egyptian Chronology (Handbook of Oriental Studies), Brill, 2006.
- további bibliográfia: John E. Morby: A világ királyai és királynői: Az idők kezdetétől napjainkig [ford.: Hideg János] (eredeti kiadás: J. E. Morby: Dynasties of the World. A Chronological and Genealogical Handbook, Oxford University Press, 1989.). Debrecen: Mæcenas. 1991.  ISBN 963 7425 48 9  34. o.